# مران ثلاثي الوريقات
المُران ثلاثي الوريقات (باللاتينية: Fraxinus trifoliata) نوع نباتي ينتمي إلى جنس المُران من الفصيلة الزيتونية.

## الموئل والانتشار
ينتشر هذا النوع في ولاية باخا كاليفورنيا في المكسيك.